# Paolo Quagliati
Paolo Quagliati (Chioggia, 1555 — Roma, 16 de novembre de 1628) va ser un compositor italià dels inicis del Barroc i membre de l'escola de Roma. Va ser una figura de transició entre la música del final del Renaixement i el començament del Barroc, i un dels primers en escriure madrigals solistes en el conservador centre musical de Roma.

## Biografia
Quagliati va néixer en Chioggia en una família aristòcrata. Va passar la major part de la seva vida al servei de diverses famílies de la noblesa. En 1594 es va convertir en ciutadà romà, i entre 1605 i 1608 va ser empleat pel cardenal Odoardo Farnesio. Probablement va ser organista en la basílica de Santa Maria la Major des de 1608 fins a la seva mort. Durant aquella època va servir com organista per distintes ocasions formals en diferents llocs de la ciutat, i fins i tot va ser anomenat camarlenc privat de Gregori XV.

## Obres i estil
La música de Quagliati és estílicament clara, elegant, i generalment presenta harmonies diatòniques simples. Alguns dels seus llibres madrigals es van publicar en dues versions: una per a cant en veus iguals, en el vell estil renaixentista, i una altra en el que va anomenar “l'estil buit”, d'una veu solista amb acompanyament instrumental. Eren exemples del nou estil barroc de monodia, tal com ho va especificar en el pròleg d'una de les seves edicions en 1608: “He decidit atendre els dos gustos”. Quagliati va ser probablement el primer en publicar en publicar madrigals solistes a Roma, tenint en compte que l'estil ja existia des de feia 20 anys al nord d'Itàlia.
Va escriure música sacra i música vocal secular, com també música instrumental. En aquesta última no va fer distinció entre els estils assignats a les peces amb certs títols, com ricercare o canzona: es tractava d'una pràctica ocasional de l'època, que va resultar tota una molèstia pels musicòlegs al tractar de categoritzar la música durant aquest període de transició. Convencionalment una canzona al voltant del 1600 era una peça instrumental seccional, mentre que un ricercare era un estudi en forma de contrapunt, un dels avantpassats de la fuga. La obra d'alguns compositors com Quagliati fa que aquests conceptes s'hagin d'aplicar en forma menys precisa.
En 1606 va compondre “Il carro di fedeltà d'amore”, que és considerada la primera “azione scenica” en Roma.
De les seves obres a gran escala que s'han conservat, una de les més interessants és “La sfera armoniosa”, que inclou no menys de 25 seccions, incloent solos vocals i duets, tots amb acompanyament de violí. La majoria estan compostos en l'estil concertato importat del nord d'Itàlia, com si haguessin sortit de la pluma d'un compositor de l' Escola de Venècia. La seva obra més important va ser composta per la boda del nebot del Papa amb Isabella Gesualdo, filla del famós compositor i assassí Carlo Gesualdo.